# 薩萊楚克
薩萊楚克，即小宮殿，是一個位於哈薩克斯坦烏拉爾河阿特勞以北50公里的中世紀城市。這座城市是10-16世紀歐洲至中國貿易路線上的重要城市。

## 歷史
一般認為此城是拔都建立，但最近考古結果證實此城在10世紀已存在。這城市在金帳汗國是其中一個最大和最重要商業城市。
這座城市1395年被帖木兒破壞，後在1430-1440年再重建。後成為諾蓋汗國首都，後再併入哈薩克汗國，在1580年成為在烏拉爾河上俄羅斯哥薩克的據點。